# K30対空自走砲
K30対空自走砲（K30たいくうじそうほう）は、韓国で開発された自走式対空砲。通称は飛虎（ピホ、朝: 비호）。陸軍の運用要求に沿って開発され、朝鮮半島の地勢と運用に適合した高機動の短距離防空システムである。
電子・光学式照準の30mm砲システムと監視レーダーシステムがK200装甲兵員輸送車のシャーシに搭載されている。K200の派生型で、20mm バルカン砲を搭載した自走式対空砲K263天弓の後継機である。主要製造メーカーは斗山DST。

## 特徴

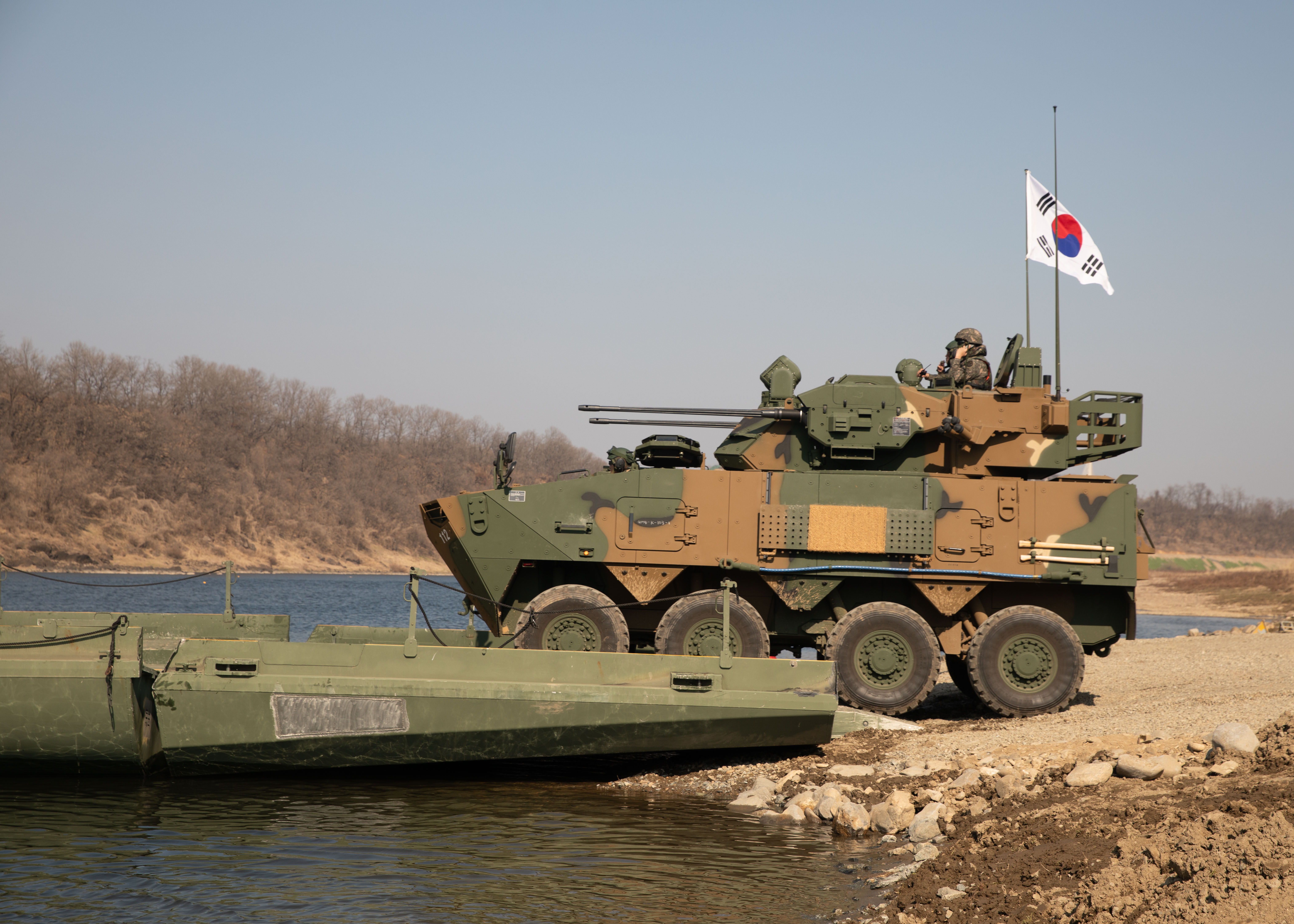
K30の砲塔システムとK808装輪装甲車の車体を組み合わせた対空車両

K30飛虎は、2基の30mm機関砲、TPS-830K監視・火器管制レーダー、電子光学MASINT標的システム（EOTS）、パノラマ潜望鏡、FLIR、光波測距儀（LRF）、暗視装置、TVカメラ、デジタル火器管制システムなどから構成される。EOTS、FLIR、LRFの標的システムの組み合わせによって、標的範囲が7kmとなっている。TPS-830K レーダーは、2m²-RCSの標的を17kmの範囲から検出追跡できる。機関砲は600rpmの周期連射速度であり、有効射程は3,000mとされる。
TPS-830K レーダーは、Xバンド（8-12.5GHz）監視・火器管制パルス・ドップラー・レーダーで、低空を航行する航空機に対する利用に特化している。特徴としては、リアルタイムの早期警戒、複数の標的を検出可能、サブシステムとしての一体型Lバンド（1-2GHz）敵味方識別装置、パルス圧縮、周波数アジリティー機能、対チャフ対策としての移動標的表示への適応などがある。これは、電子光学標的システムの目的に指向するために弾道計算データをデジタル火器管制系に提供し、30mm機関砲を目標に正確に向ける。レーダーは、他の短距離航空防衛システムのため独立した監視装置として利用するために牽引式発電ユニット付きの5t 6輪トラックなど別の車両にも導入できる。第二のFLIRシステムとレーザー測距計は、TPS-830K レーダーが動作不能だった場合にさらなるターゲッティングを提供することでTPS-830K レーダーを補うが、レーダー警報受信機を装備した航空機に対する奇襲効果を維持するためにオフにされることもある。
K30は、K200装甲兵員輸送車のシャーシを採用しているが、いくらかの違いもある。K30は、新しくD2840L エンジンを採用しており、エンジン出力が向上して350馬力から520馬力になっている。エンジン出力の向上は、K30の重量がK200の2倍以上になったために必要とされた。トランスミッションも、より強力なエンジンに対応するため、S&T ダイナミクス製のHMPT500-3EK/4EKに交換されている。改修はされているが、防護と水陸両用の能力は保たれている。

## 比較
|          | ゲパルト     | 87式         | マークスマン | 95式                | K30                    | ツングースカ             | 09式               |
| -------- | ------------ | ------------ | ------------ | ------------------- | ---------------------- | ------------------------ | ------------------ |
| 画像     |              |              |              |                     |                        |                          |                    |
| 全長     | 7.68 m       | 7.99 m       | 6.20 m       | 6.71 m              | 6.77 m                 | 7.93 m                   | 6.70 m             |
| 全幅     | 3.71 m       | 3.18 m       | 3.60 m       | 3.2 m               | 3.3 m                  | 3.24 m                   | 3.2 m              |
| 全高     | 3.29 m       | 4.40 m       | 不明         | 3.4 m 4.82 m        | 4.065 m                | 3.36 m 4.01 m            | 3.4 m 4.82 m       |
| 重量     | 47.5 t       | 38.0 t       | 41.0 t       | 22.5 t              | 25.0 t                 | 34.0 t                   | 35.0 t             |
| 武装     | 35mm機関砲×2 | 35mm機関砲×2 | 35mm機関砲×2 | 25mm機関砲×4 QW-2×4 | 30mm機関砲×2 神弓×不明 | 30mm連装機関砲×2 9M311×4 | 35mm機関砲x2 SAMx4 |
| 最高速度 | 65 km/h      | 53 km/h      | 52 km/h      | 53 km/h             | 60 km/h                | 65 km/h                  | 55 km/h            |
| 乗員数   | 3名          | 3名          | 3名          | 4名                 | 3名                    | 4名                      | 3名                |

## 運用国
- 大韓民国 - 176両